# Caetani

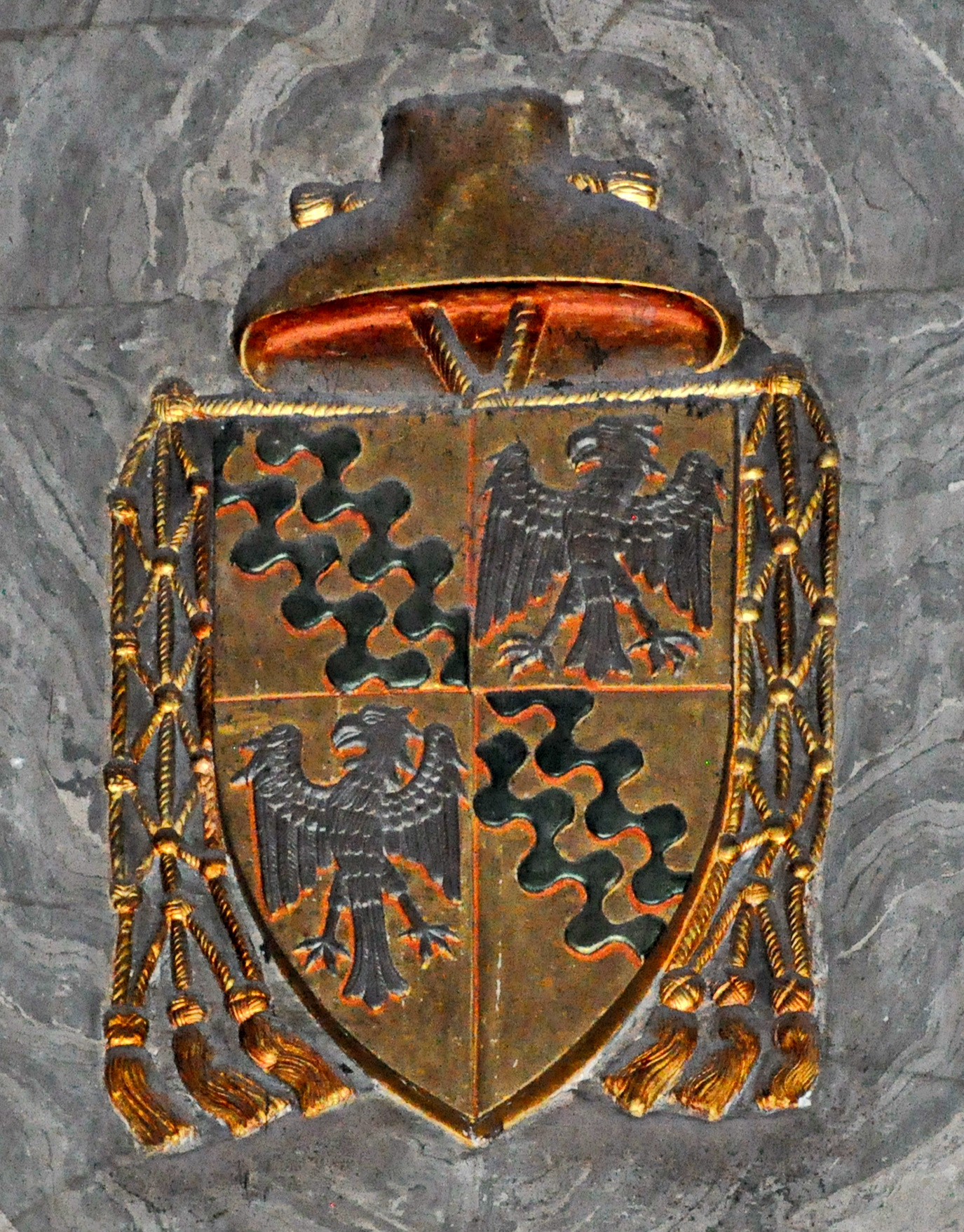
Stemma di un cardinale di Casa Caetani di Sermoneta nel coro della basilica di Santa Maria sopra Minerva, Roma

La famiglia Caetani, o Gaetani, o Cajetani, o di Gaetano, o di Gaeta è una famiglia nobile italiana, originaria della città di Gaeta (l'antica Caieta), da alcuni collegata alla stirpe dei signori del Ducato di Gaeta, nonché ai Gaetani patrizi della Repubblica di Pisa.
Svolse certamente un ruolo importante a Roma, nello Stato Pontificio e nel Regno di Napoli, poi Regno delle Due Sicilie.

## Storia

### Origini gaetane
La famiglia Caetani, stando a una tradizione del XVII secolo, discenderebbe dai duchi di Gaeta: la forma del cognome (Caietanus, Gaietanus) denuncia comunque che il capostipite era originario di Gaeta. Un filone di studi qualifica come membro della famiglia papa Gelasio II (Giovanni Coniuolo o Giovanni di Gaetano o Giovanni di Gaeta), nato a Gaeta nel 1060 e morto il 29 gennaio 1119. Si dispone di una genealogia documentata della famiglia soltanto a partire dal XII secolo, periodo in cui sono attestati rami distinti a Roma, ad Anagni, a Napoli, e a Pisa, riconducibili a un unico originario ceppo di Gaeta.
Secondo la tradizione erudita seicentesca, non verificabile su documenti certi e ormai superata dagli studi più recenti, dai duchi di Gaeta sarebbero discesi due rami principali della famiglia Caetani: quello pisano dei Gaetani patrizi di Pisa, esiliato da Pisa nel XIV secolo e vivente in Sicilia fino al secolo scorso, e il ramo laziale dei Caetani di Anagni - signori, poi duchi, di Sermoneta - da cui discesero poi anche i Gaetani d'Aragona o Gaetani dell'Aquila d'Aragona. In base alle evidenze documentali i Gaetani di Pisa e i Caetani di Anagni e di Sermoneta risultano essere due famiglie omonime, prive di origine comune.
Il ramo siciliano derivato dai Gaetani di Pisa utilizza lo stesso stemma dei Gaetani di Roma, inquartato con quello dei Duchi di Gaeta e con i pali d'Aragona, che sarebbero stati concessi dal papa Pasquale II nel 1113 a Gherardo Gaetani per la battaglia delle Baleari (Vedi Calendario d'Oro, anno 1899 pag 173.)

Antico stemma del Comune di Gaeta
Il territorio del Ducato di Gaeta
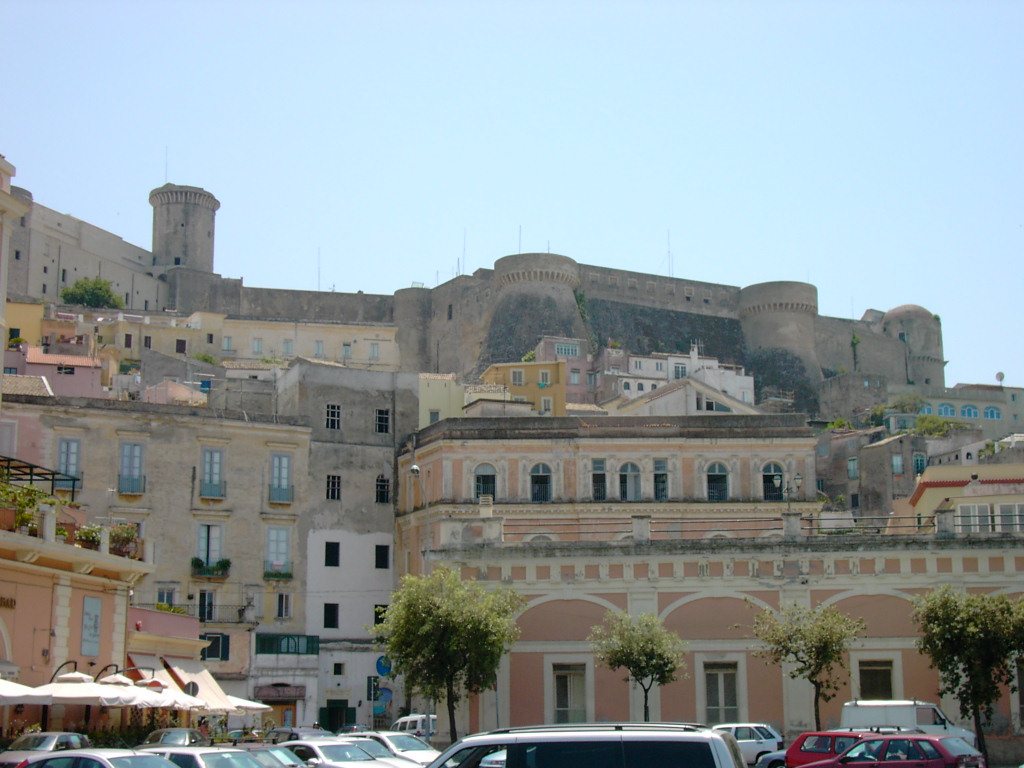
Gaeta medievale, quartiere di Sant'Erasmo
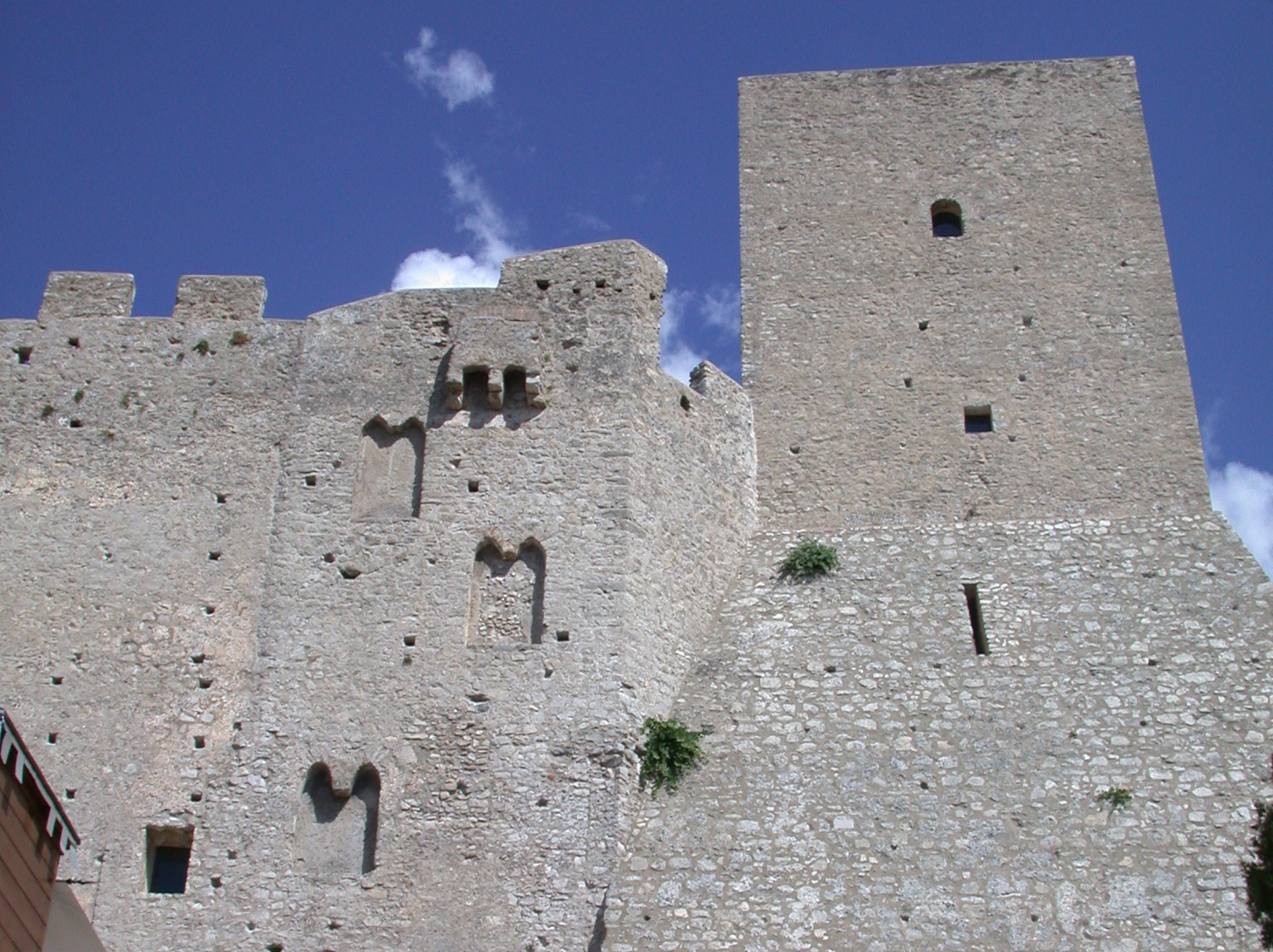
La Rocca Caetani a Itri
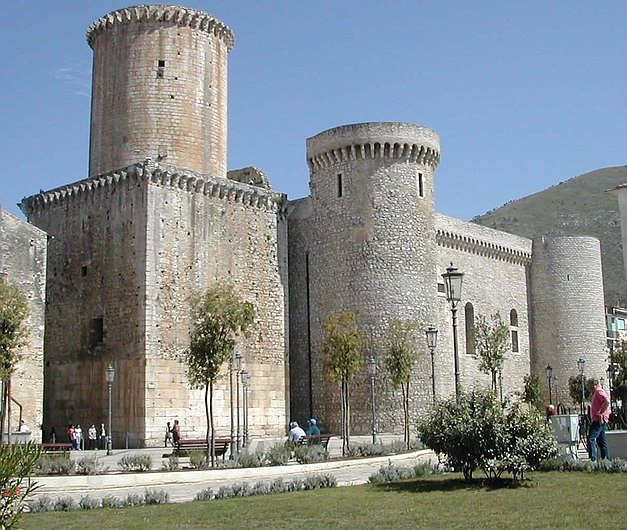
Castello Caetani di Fondi

## Caetani nel Lazio
Anche se la tradizione domestica annovera tra i membri della famiglia papa Gelasio II (al secolo Giovanni di Gaeta, della famiglia Coniuolo), nel XII secolo i Caetani insediati nel Lazio (Anagni e dintorni) ebbero un'influenza molto marginale a Roma, finché nel 1294 avvenne l'elezione al soglio pontificio di un membro della famiglia, Benedetto Caetani col nome di papa Bonifacio VIII; il nuovo pontefice elevò decisamente le sorti del casato: esso divenne in breve tempo uno dei più potenti e temuti, soprattutto grazie al nepotismo messo in atto da Bonifacio. Questi fece ottenere infatti ai familiari i territori di Sermoneta, Bassiano, Ninfa e San Donato (1297, 1300), e il marchesato di Ancona (sempre 1300), mentre il re Carlo II di Napoli, per ingraziarsi il pontefice, fece il di lui fratello conte di Caserta. Inoltre, per matrimonio di Roffredo III con Giovanna dell'Aquila (1299) i Caetani acquisirono il dominio sulla contea di Fondi nel Regno di Napoli, con il relativo titolo nobiliare. Essi si dimostrarono valorosi guerrieri e formarono un vero e proprio nucleo armato a protezione di Bonifacio VIII, che aveva in effetti molti nemici.
Tra il XIV e il XV secolo i loro screzi con i Colonna causarono rivolte e sommosse a Roma e nelle regioni periferiche del papato, talvolta al limite della guerra civile. Nel 1500 papa Alessandro VI, nel tentativo di piegare la potente nobiltà feudale romana, confiscò ai Caetani i loro territori nello Stato Pontificio e li diede a sua figlia Lucrezia Borgia e poi al figlio di lei Rodrigo Borgia d'Aragona, con il titolo di duca di Sermoneta; ma alla morte del papa i Caetani ripresero possesso dei loro domini.

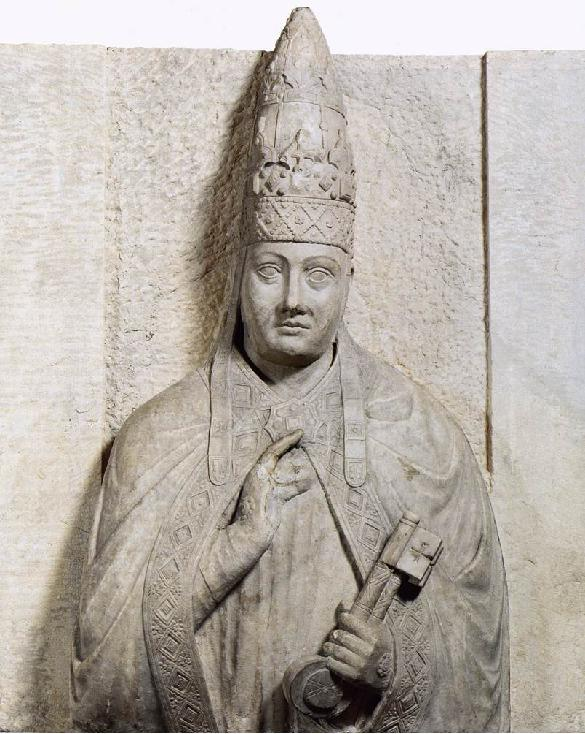
papa Bonifacio VIII (ca 1235–1303)
Stemma di Bonifacio VIII
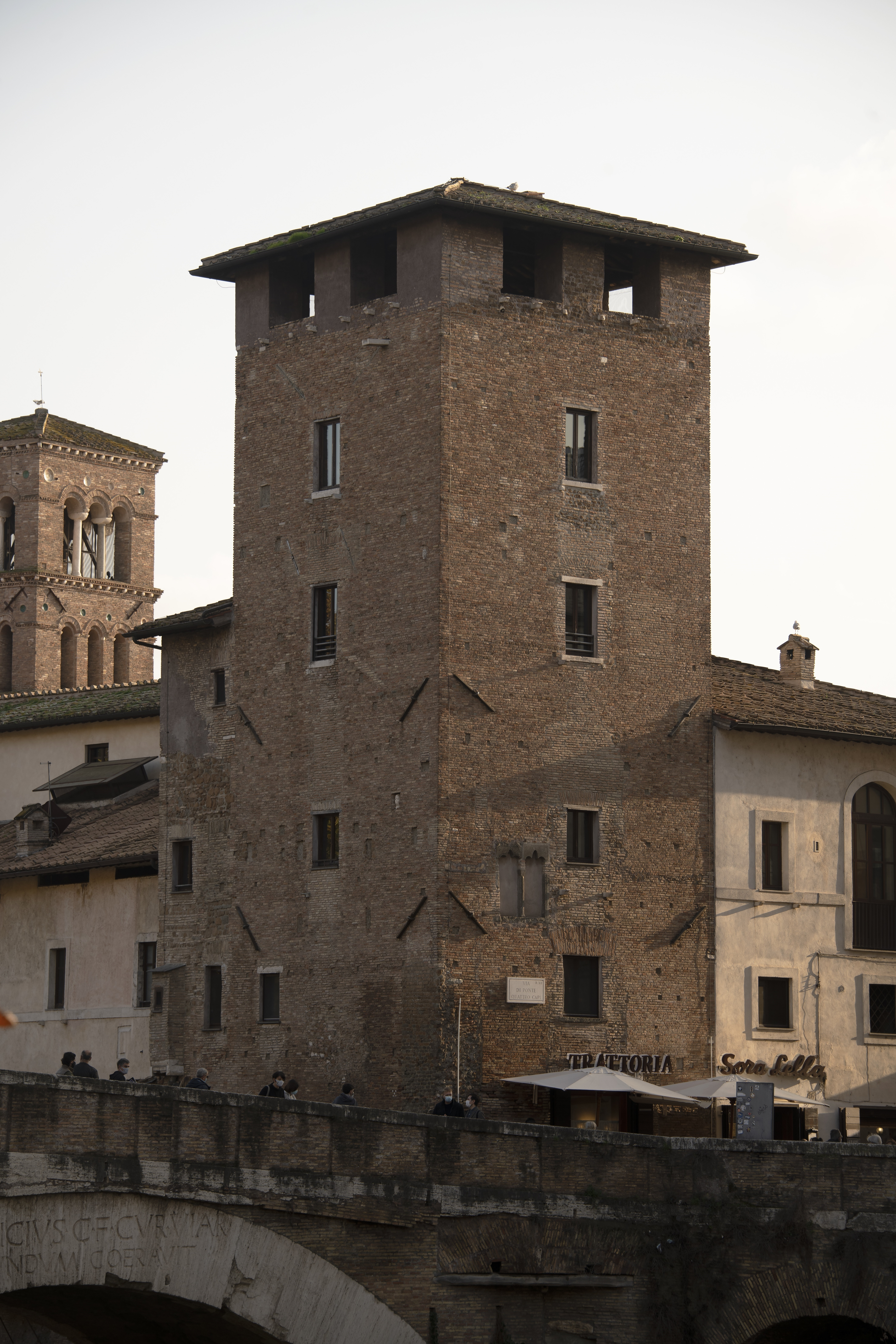
Torre Caetani, Roma
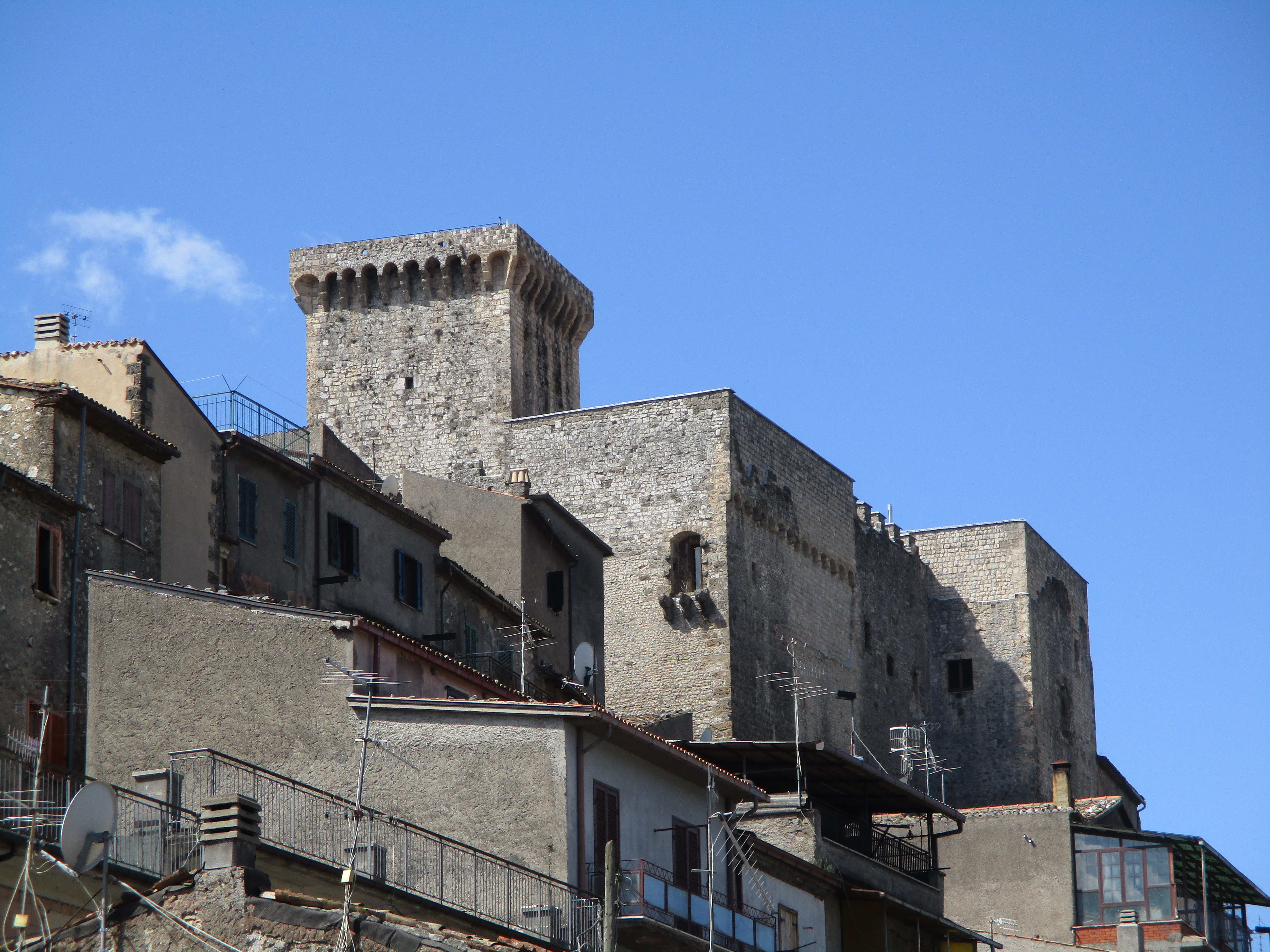
Castello Caetani a Trevi nel Lazio

### Linee
|                                                       |                                                       |                                          |                                          |                                                   |                                                   |                                      |                                       |                                       |                                  |                                                                                |                                                                                |                                            |
|                                                       |                                                       |                                          | Orso Gaetano (...1120-1167...)           |                                                   |                                                   |                                      |                                       |                                       |                                  |                                                                                |                                                                                |                                            |
|                                                       |                                                       |                                          |                                          |                                                   |                                                   |                                      |                                       |                                       |                                  |                                                                                |                                                                                |                                            |
|                                                       |                                                       |                                          |                                          |                                                   |                                                   |                                      |                                       |                                       |                                  |                                                                                |                                                                                |                                            |
|                                                       |                                                       |                                          | Linea antica                             |                                                   |                                                   |                                      |                                       |                                       |                                  |                                                                                |                                                                                |                                            |
|                                                       |                                                       |                                          |                                          |                                                   |                                                   |                                      |                                       |                                       |                                  |                                                                                |                                                                                |                                            |
|                                                       |                                                       |                                          |                                          |                                                   |                                                   |                                      |                                       |                                       |                                  |                                                                                |                                                                                |                                            |
| Conti palatini, signori di Pofi e Trevi est. ca. 1499 | Conti palatini, signori di Pofi e Trevi est. ca. 1499 |                                          |                                          |                                                   |                                                   | Conti di Fondi est. ca. 1400         | Conti di Fondi est. ca. 1400          |                                       |                                  |                                                                                |                                                                                |                                            |
|                                                       |                                                       |                                          |                                          |                                                   |                                                   |                                      |                                       |                                       |                                  |                                                                                |                                                                                |                                            |
|                                                       |                                                       |                                          |                                          |                                                   |                                                   |                                      |                                       |                                       |                                  |                                                                                |                                                                                |                                            |
| Signori di Sgurgola est. ca. 1547                     | Signori di Sgurgola est. ca. 1547                     | Signori, poi conti di Torre est. ca 1900 | Signori, poi conti di Torre est. ca 1900 | Signori di Castelmola, poi conti Gaetani fiorente | Signori di Castelmola, poi conti Gaetani fiorente | Caetani duchi di Sermoneta est. 1990 | Caetani duchi di Sermoneta est. 1990  |                                       |                                  | Gaetani dell'Aquila d'Aragona conti di Fondi, poi duchi di Laurenzana fiorente | Gaetani dell'Aquila d'Aragona conti di Fondi, poi duchi di Laurenzana fiorente |                                            |
|                                                       |                                                       |                                          |                                          |                                                   |                                                   |                                      |                                       |                                       |                                  |                                                                                |                                                                                |                                            |
|                                                       |                                                       |                                          |                                          |                                                   |                                                   |                                      |                                       |                                       |                                  |                                                                                |                                                                                |                                            |
|                                                       |                                                       |                                          |                                          |                                                   | Signori di Maenza est. ca. 1715                   | Signori di Maenza est. ca. 1715      | Marchesi Laval della Fargna est. 1937 | Marchesi Laval della Fargna est. 1937 | Signori di Amorosi est. ca. 1550 | Signori di Amorosi est. ca. 1550                                               | (naturale) signori di Riardo est. ca. 1600                                     | (naturale) signori di Riardo est. ca. 1600 |

### Gaetani d'Aragona (o dell'Aquila d'Aragona), principi di Piedimonte e Gioia, duchi di Traetto e Laurenzana, conti di Fondi, Alife e Morcone
Linea fondata da Onorato II Caetani, conte di Fondi, che nel 1466 ebbe da re Ferdinando I di Napoli il privilegio di aggiungere il cognome d'Aragona e di modificare il proprio stemma con le armi aragonesi. Dopo la perdita di Fondi e di Traetto (1497), concesse dal re a Prospero Colonna, i Gaetani d'Aragona continuarono a portarne il titolo solo nominalmente. Il ducato di Laurenzana, appartenente al Regno di Napoli, fu assunto invece da Alfonso Gaetani nel 1606 in seguito al suo matrimonio con Giulia di Ruggiero, duchessa di Laurenzana. Piedimonte fu elevata a principato nel 1715.
- Onorato II (1414-1491), VI conte di Fondi
- Onorato III (m. 1528), I duca di Traetto, VII conte di Fondi
- Scipione (1528-1554), II duca di Traetto, VIII conte di Fondi
- Luigi (m. prima del 1612), III duca di Traetto, IX conte di Fondi
- Scipione (m. 1614), IV duca di Traetto, X conte di Fondi
- Alfonso (?-?), I duca di Laurenzana
- Francesco (1588-1624), II duca di Laurenzana
- Alfonso (1609-1644), III duca di Laurenzana
- Francesco (1633-1653), IV duca di Laurenzana
- Antonio (1638-1710), V duca di Laurenzana
- Nicola (1657-1741), I principe di Piedimonte, VI duca di Laurenzana
- Giuseppe Antonio (1726-1782), II principe di Piedimonte, VII duca di Laurenzana
- Nicola (1744-1801), III principe di Piedimonte, VIII duca di Laurenzana
- Onorato (1770-1857), IV principe di Piedimonte, IX duca di Lurenzana
- Antonio (1795-1863), V principe di Piedimonte, X duca di Laurenzana
- Onorato (1832-1904), VI principe di Piedimonte, XI duca di Laurenzana
- Nicola (1857-1924), VII principe di Piedimonte, XII duca di Laurenzana
- Antonia (1881-1959), VIII principessa di Piedimonte, XIII duchessa di Laurenzana

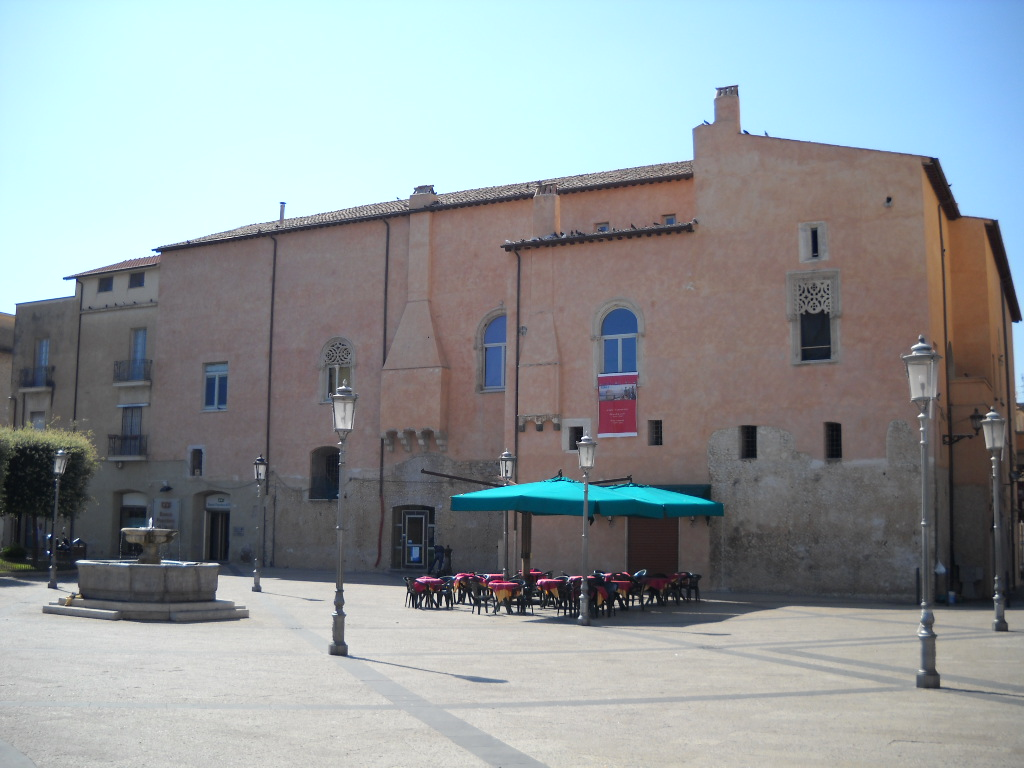
Palazzo Caetani, Fondi
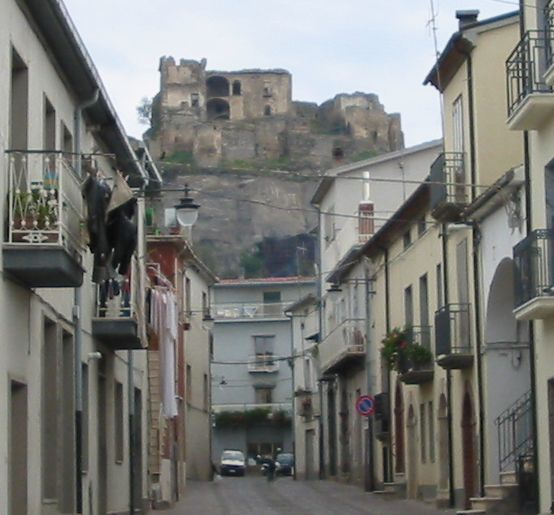
Castello di Laurenzana
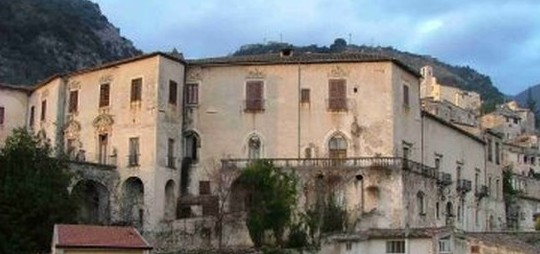
Palazzo Ducale Piedimonte Matese

### Caetani, duchi di Sermoneta, poi principi di Caserta e di Teano
Questa linea fu fondata da Giacobello Caetani, al cui nipote, Guglielmo, fu concesso il ducato di Sermoneta da papa Pio III nel 1503, il marchesato di Cisterna venne invece concesso alla famiglia da papa Sisto V nel 1585. Nel 1642, Francesco, settimo duca di Sermoneta, divenne principe di Caserta per matrimonio con Anna Acquaviva unica figlia ed erede del principe Andrea Matteo IV; il suo discendente Michelangelo cedette nel 1750 il feudo ai Borbone, ottenendo in cambio il titolo di principe di Teano.
Nel XIX secolo, Michelangelo Caetani, tredicesimo duca di Sermoneta e terzo principe di Teano, fu apprezzato dantista, nonché brevemente sindaco di Roma dopo Porta Pia. Fu sua figlia Ersilia, sposata al conte Lovatelli, archeologa di valore, la prima donna a essere ammessa nell'Accademia dei Lincei.
L'altro figlio di Michelangelo, Onorato, fu un uomo politico. Tra il dicembre 1890 e il dicembre 1892 fu il sedicesimo sindaco di Roma, quindi senatore del Regno d'Italia e nel 1896, per breve tempo, ministro degli Esteri nel secondo Gabinetto di Antonio di Rudinì. Fu anche presidente della Società Geografica Italiana dal 1879 al 1887. Ebbe cinque figli: Leone (1869-1935), Roffredo (1871-1961), Livio (1873-1915), Giovannella (1875-1971), Gelasio (1877-1934) e Michelangelo (1890-1941).
- Leone fu uno dei massimi storici dell'Islam classico. Deputato nel 1909 per il IV collegio di Roma e di simpatie socialiste, votò contro l'intervento voluto da Giovanni Giolitti in Tripolitania e Cirenaica. Costituì col proprio patrimonio l'attuale "Fondazione Leone Caetani per gli Studi Islamici"[7], presso l'Accademia nazionale dei Lincei.
- Roffredo, l'ultimo duca di Sermoneta, fu un distinto compositore. Sposò nel 1911 Marguerite Chapin, una colta americana che fonderà delle importanti riviste letterarie internazionali ("Commerce" in Francia, "Botteghe Oscure" in Italia). Dal matrimonio nacquero due figli: Camillo (1915-1940), morto nella II guerra mondiale in Albania, e Lelia (1913-1977), che dedicò la sua vita allo sviluppo del Giardino di Ninfa.
- Gelasio, ingegnere ed imprenditore, fu anche, tra l'altro, ambasciatore d'Italia a Washington dal 1922 al 1925, deputato e senatore del Regno, oltre a curare i Regesta chartarum e i Varia, raccolte di documenti sulla storia dei Caetani, fu autore  Domus Caietana, vera e propria storia della sua famiglia fino al XVI secolo. Durante la prima Guerra Mondiale servì come tenente di artiglieria nel regio esercito ricevendo l'Ordine militare di Savoia e tre medaglie d'argento. In particolare fu l'ideatore del tunnel minato sotto la cima del Col di Lana che, dopo la sua esplosione il 17 aprile 1916, consentì all'esercito italiano di impossessarsi di un importante punto di osservazione e controllo delle vallate circostanti.
- Da Michelangelo (1890-1941), attraverso la figlia Topazia (1921-1990), sposata ad Igor Markevitch, discende il musicista Oleg Caetani.[8]

Il patrimonio materiale e culturale dei duchi di Sermoneta è oggi affidato ad alcune fondazioni: oltre a quella citata in memoria di Leone presso i Lincei, quella intitolata a Roffredo Caetani, che gestisce la fortezza di Sermoneta ed il giardino di Ninfa, e quella che prende il nome da Camillo Caetani, figlio dello stesso Roffredo, che è titolare dell'archivio di famiglia e di parte del palazzo alle Botteghe Oscure.

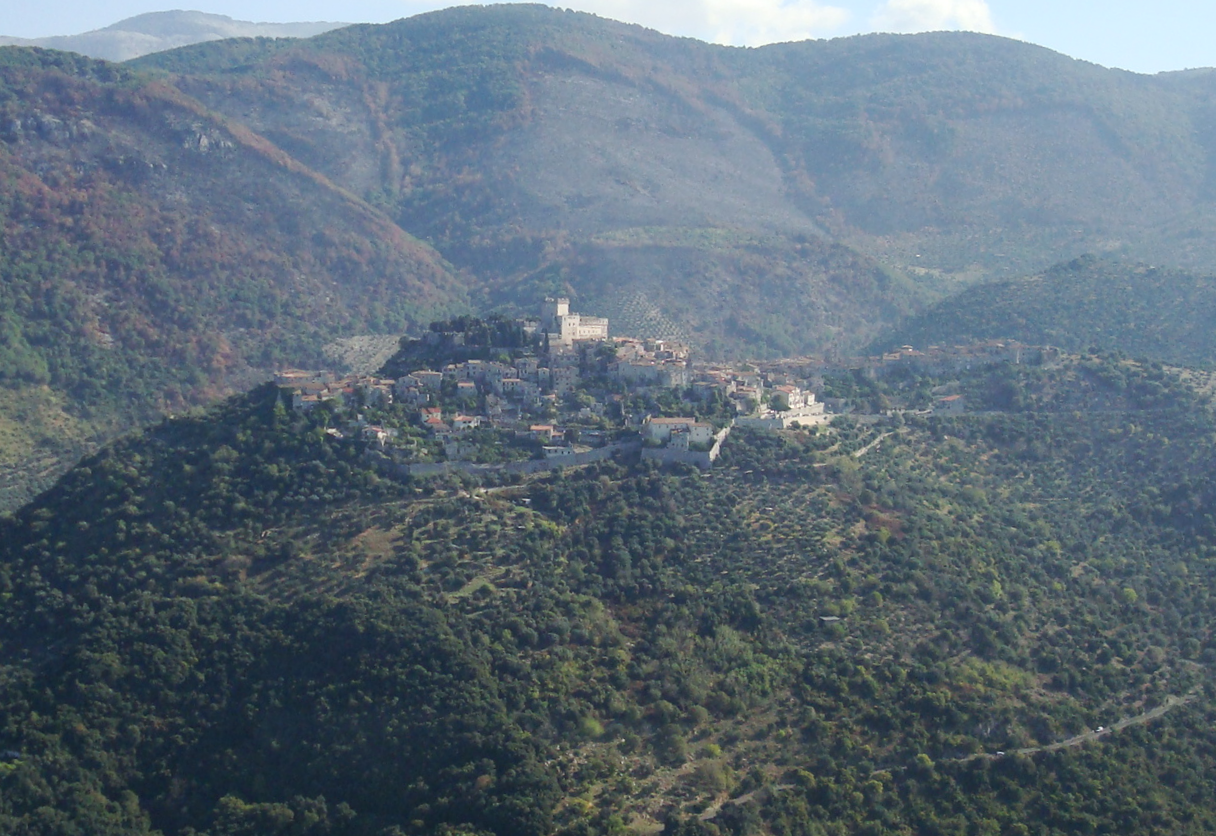
Sermoneta
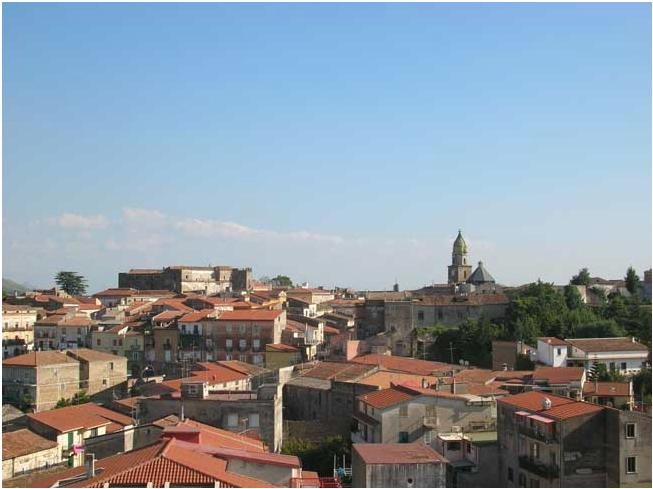
Teano
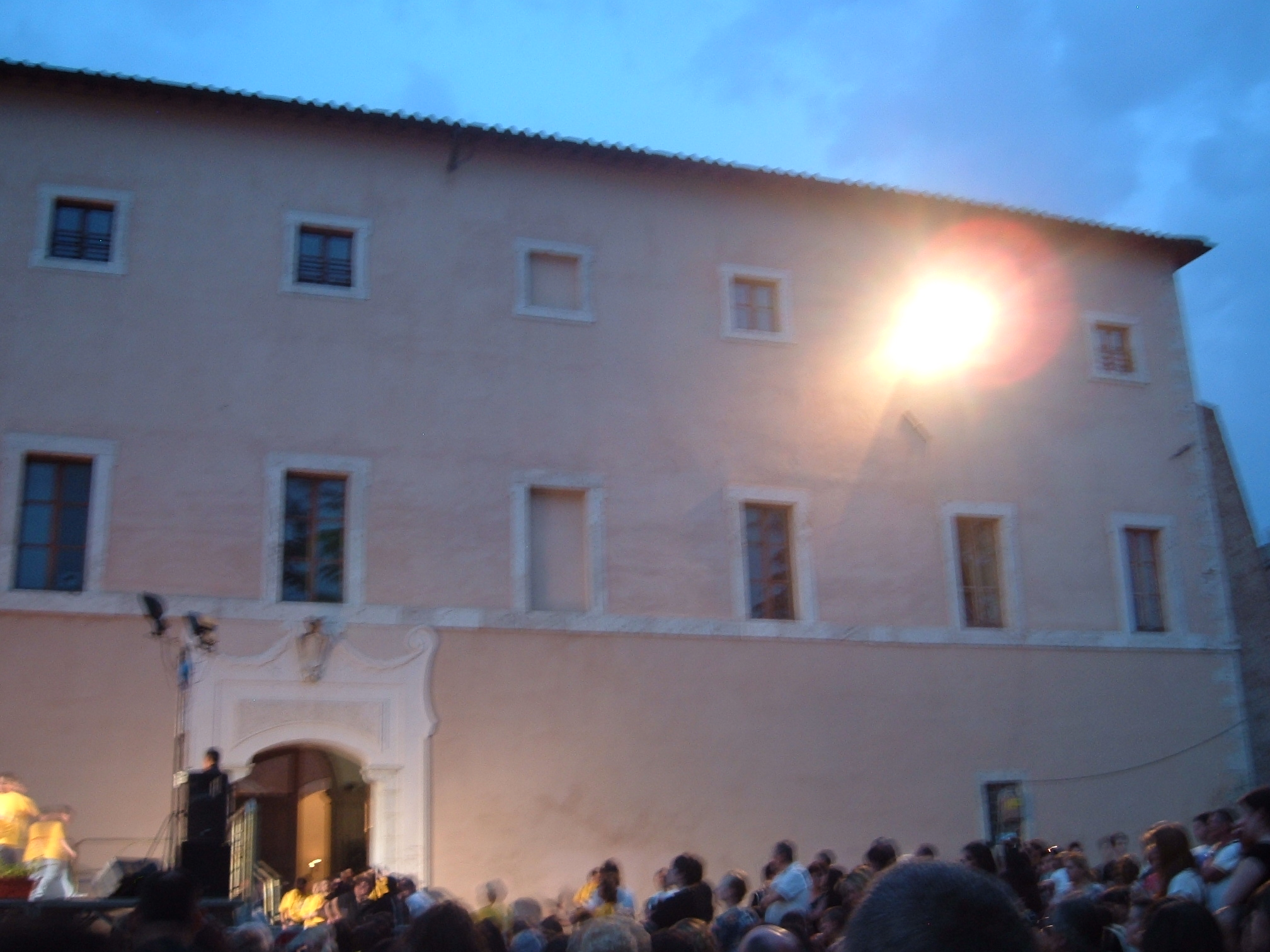
Palazzo Caetani, Cisterna di Latina

#### Signori di Sermoneta
- Pietro (m. 1308), I signore di Sermoneta dal 1299.
- Roffredo (m. 1335), II signore di Sermoneta, I conte di Fondi
- Nicola (1310/1314-1348), III signore di Sermoneta, II conte di Fondi
- Onorato I (1336-1400), IV consignore di Sermoneta, III conte di Fondi con
  - Guglielmo (1338-1423), IV consignore di Sermoneta, poi V signore di Sermoneta
- Ruggero (1390-1436), VI consignore di Sermoneta con
  - Giacomo (1390-1433), VI consignore di Sermoneta con
  - Onorato (1421-1479), VI consignore di Sermoneta, VII signore di Sermoneta
- Nicola (1440-1494), VIII signore di Sermoneta
- Bernardino Maria (m. 1500), IX consignore di Sermoneta con
- Guglielmo (1475-1519), IX consignore di Sermoneta sino al 1503

Lo stato di Sermoneta viene confiscato nel 1499; restituito ai Caetani nel 1503 col titolo di duca.

#### Duchi di Sermoneta
- Rodrigo d'Aragona (1499-1512), I duca di Sermoneta dal 1501, sotto tutela del cardinale Francesco Borgia[11]
- Guglielmo (1475-1519), II duca di Sermoneta (titolo concesso nel 1503)
- Camillo (1494-1550), III duca di Sermoneta
- Bonifacio (1516-1574), IV duca di Sermoneta
- Onorato (1542-1592), V duca di Sermoneta
- Pietro (1562-1614), VI duca di Sermoneta
- Filippo (1565-1614), VII duca di Sermoneta

#### Duchi di Sermoneta e principi di Caserta
- Francesco (1594-1683), VIII duca di Sermoneta, principe di Caserta a titolo personale ex uxore Anna Acquaviva
- Gaetano Francesco (1656-1716), IX duca di Sermoneta, nipote del precedente
- Michelangelo (1685-1759), X duca di Sermoneta, III principe di Caserta fino al 1750

#### Duchi di Sermoneta e principi di Teano
- Michelangelo (1685-1759), X duca di Sermoneta, dal 1750 I principe di Teano
- Francesco (1738-1810), XI duca di Sermoneta, II principe di Teano
- Enrico (1780-1850), XII duca di Sermoneta, III principe di Teano
- Michelangelo (1804-1882), XIII duca di Sermoneta, IV principe di Teano
- Onorato (1842-1917), XIV duca di Sermoneta, V principe di Teano
- Leone (1869-1935), XV duca di Sermoneta, VI principe di Teano
- Onorato (1902-1946), XVI duca di Sermoneta, VII principe di Teano
- Roffredo (1871-1961), XVII ed ultimo duca di Sermoneta, VIII principe di Teano

Casata estinta

### Caetani di Torre Cajetani
Linea fondata da Giacomo detto (Iaco)Bello Caetani (1319/1323 - impiccato il 1º agosto 1360), con la divisione dei feudi paterni ottiene Filettino, Vallepietra e Torre, il condomino di Sermoneta e Bassiano col fratello Nicolò il 14-3-1338. La linea si estinse nel 1898 con la morte di Anatolio, IX conte di Torre.
La linea è conosciuta anche come "di Anagni" e "di Filettino".
- Giacomo detto Iacobello Caetani (1319/1323-1360), I signore di Torre;
- Onorato Caetani (m. 1481), II signore di Torre;
- Antonio Caetani (m. 1512), III signore di Torre;
- Cesare Caetani (m. 1529), IV signore di Torre;
- Antonio Caetani (1523-1566), V signore di Torre;
- Cesare Caetani (m. 1583), VI signore di Torre;
- Scipione Caetani (m. 1621), fu poeta. VII signore di Torre;
- Muzio Caetani (m. 1660), VIII signore di Torre;
- Antonio Caetani (m. 1688), IX signore di Torre;
- Cesare Caetani (m. 1707), I conte di Torre;
- Muzio Caetani (1683-1731), II conte di Torre;
- Loffredo Caetani (1684-1739), III conte di Torre;
- Giuseppe Antonio Caetani (m. 1774), IV conte di Torre;
- Loffredo Caetani (m. 1797), V conte di Torre;
- Muzio Caetani (1764-1825), VI conte di Torre;
- Onorato Caetani (1804-1847), VII conte di Torre;
- Loffredo Caetani (1805-1856), VIII conte di Torre;
- Anatolio Caetani (m. 1898), IX conte di Torre;

## Papi Caetani

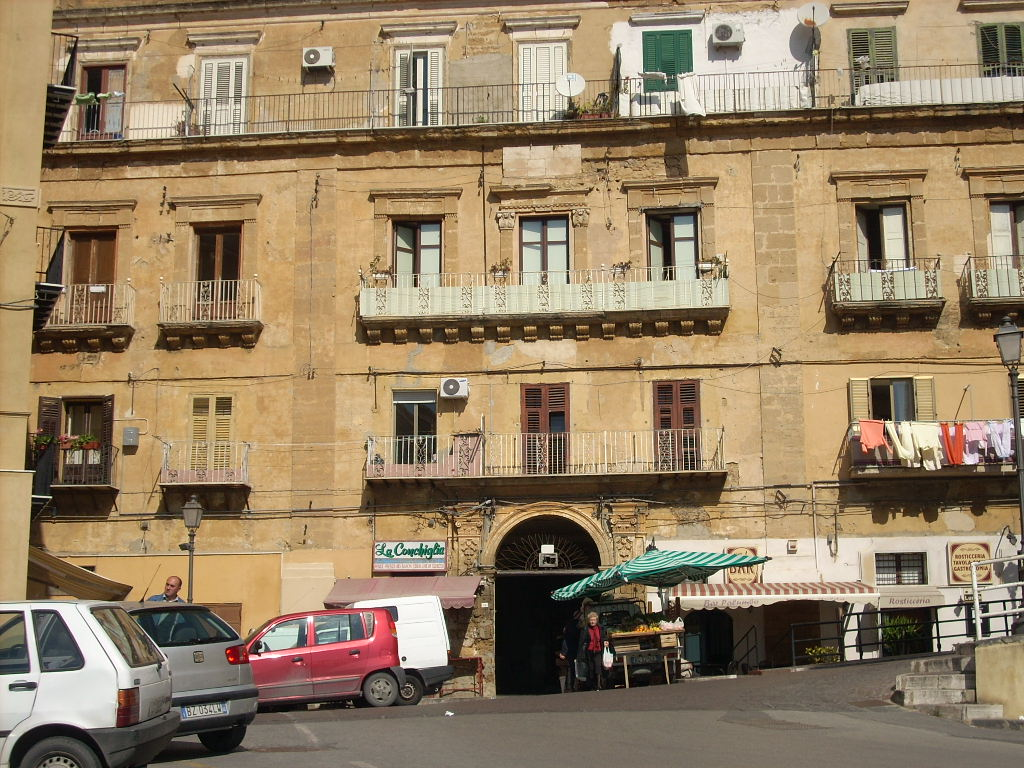
Palazzo Gaetani d'Oriseo

- Bonifacio VIII (1294)[13]

## Cardinali Caetani
- Benedetto Caetani (1281)[13] poi papa Bonifacio VIII
- Benedetto Caetani iuniore (1295)[13]
- Giacomo Tomasi Caetani (1295)[13]
- Giacomo Caetani Stefaneschi (o Gaetani) (1295)[13]
- Antonio Caetani (1402)[13]
- Niccolò Caetani (1536)[13]
- Enrico Caetani (1585)[13]
- Bonifazio Caetani (1606)[13]
- Antonio Caetani (1621)[13]
- Luigi Caetani (1626)[13]

## Viceré di Sicilia
Furono Viceré di Sicilia:
- Francesco Caetani, viceré di Sicilia dal 1662 al 1667
- Onorato Gaetani, nono duca di Laurenzana- luogotenente generale in Sicilia, dal 1837 al 1840

## Altri membri della famiglia
- Giordano Caetani, patriarca latino di Antiochia, arcivescovo di Capua
- Camillo Caetani, patriarca latino di Alessandria.
- Onorato Gaetani dell'Aquila d'Aragona, duca di Laurenzana, politico italiano.
- Nicola Gaetani d'Alife principe di Piedimonte, politico italiano
- Francesco IV Caetani dell'Aquila, generale e politico italiano.
- Giuseppe Gaetani d'Aragona, 1639 - 1710, arcivescovo e nunzio apostolico.
- Cristoforo Caetani, vescovo di Foligno
- Leone Caetani, 1869 - 1935, storico, islamista ed orientalista, accademico della Crusca
- Topazia Caetani, moglie in seconde nozze del compositore Igor Markevitch
- Da Nicola Gaetani d'Aragona(del ramo dei conti Gaetani d'Aragona conti di castelmola)e Lucrezia di Lorenzo di sessa di Cirigliano(matrimonio datato 1640) sì è originato il ramo dei marchesi di Cirigliano Gaetani d'Aragona, attualmente ancora esistente.[14]
- Marchese di Cirigliano Don Pietro Gaetani d'Aragona, Gentiluomo di Camera di entrata di Re Ferdinando I di Borbone, cavaliere della chiave d'oro (Almanacco reale della casa delle due sicilie anno 1824)[15]
- Bernardo Gaetani d'Aragona, abate benedettino presso Cava dei Tirreni, nominato vescovo di San Severo(1889-1893), è stato estensore delle appendici del codex diplomaticus cavensis